# Autobahn Kaiyuan–Hekou
Die Autobahn Kaiyuan–Hekou oder Kaihe-Autobahn (chinesisch 开河高速公路, Pinyin Kāihé gāosù gōnglù, englisch Kaihe Expressway), chin. Abk. G8011, ist eine regionale Autobahn in der Provinz Yunnan im Süden Chinas. Die 190 km lange Autobahn zweigt bei Kaiyuan von der Autobahn G80 ab und führt in südwestlicher Richtung über Honghe nach Hekou an der Grenze zu Vietnam.